# Dubrave (Glamoč)
Pour les articles homonymes, voir Dubrave.
Dubrave (en serbe cyrillique : Дубраве) est un village de Bosnie-Herzégovine. Il est situé dans la municipalité de Glamoč, dans le canton 10 et dans la fédération de Bosnie-et-Herzégovine. Selon les premiers résultats du recensement bosnien de 2013, il ne compte plus aucun habitant.

## Démographie

### Évolution historique de la population
| 1948 | 1953 | 1961 | 1971 | 1981 | 1991 | 2013 |
| ---- | ---- | ---- | ---- | ---- | ---- | ---- |
| -    | -    | 231  | 127  | 84   | 43   | 0    |

|  |

### Communauté locale
En 1991, la communauté locale de Dubrave comptait 584 habitants, répartis de la manière suivante :